# Matelea angustiloba
Matelea angustiloba là một loài thực vật có hoa trong họ La bố ma. Loài này được (B.L. Rob. & Greenm.) W.D. Stevens mô tả khoa học đầu tiên năm 1983.